# Felipe Fernández Varela
Felipe Fernández Varela (Calera y Chozas, Toledo, 9 de diciembre de 1888 - 2 de septiembre de 1939) fue un político y sindicalista socialista español, alcalde de Calera y Chozas durante la Segunda República Española. 

## Biografía
De profesión zapatero, fue un activo precursor de la organización del movimiento obrero en la comarca de la Campana de Oropesa (occidente de la provincia de Toledo). En 1916 participó en la fundación de la primera sociedad obrera (sindicato) de Calera y Chozas, siendo elegido delegado al primer congreso provincial de campesinos de la Unión General de Trabajadores (UGT). 
En 1931 fue fundador de la «Sociedad de Obreros Agricultores de Calera-La Unión Campesina», integrada en la Federación Nacional de Trabajadores de la Tierra (FNTT) de la UGT. En las elecciones municipales de 1931 fue elegido concejal socialista. Tras la proclamación de la Segunda República fue elegido alcalde de Calera y Chozas, el 19 de abril de 1931. Desempeñó la alcaldía hasta el 17 de septiembre de 1932, regresando a su puesto el 29 de agosto de 1933. El 9 de junio de 1934 fue cesado como alcalde por el gobernador civil de Toledo, tras la represión ejercida por el Gobierno radical contra la huelga general campesina convocada en todo el país por la FNTT. 
Sus mandatos se caracterizaron por los esfuerzos institucionales para el reparto del empleo entre los jornaleros de la localidad, el arreglo y ampliación de las infraestructuras y la construcción de escuelas. El 21 de febrero de 1936, tras la victoria electoral del Frente Popular en los comicios de ese año y la reposición democrática de los ayuntamientos, le fue restituido el cargo de alcalde. En este periodo se procedió al asentamiento de familias campesinas en cuatro latifundios expropiados por la Reforma Agraria. 
Al producirse el golpe de Estado en julio de 1936, se organizó un comité revolucionario en la localidad, del cual ejerció como presidente. Este comité dirigió la vida política local durante los meses de verano de ese año, procediendo al armamento de las milicias socialistas, a la represión de los partidarios del golpe militar y al reparto de las propiedades de los terratenientes. Permaneció en su puesto hasta la llegada de las tropas sublevadas, que conquistaron el municipio el 2 de septiembre de 1936, previamente a la batalla de Talavera. Tras la caída de Talavera, se trasladó a Quintanar de la Orden, donde residió durante el resto de la Guerra Civil Española. 
Al intentar exiliarse por el puerto de Alicante en marzo de 1939, fue detenido e ingresó en la prisión de Quintanar el 26 de abril de ese año. Desde allí fue trasladado a Calera y Chozas el 11 de junio, siendo igualmente encarcelado bajo custodia militar del Batallón de Cazadores del Serrallo nº 8 del Ejército franquista, de guarnición en la localidad. El 2 de septiembre de 1939 fue sacado de la prisión, siendo torturado durante el trayecto hasta el cementerio municipal, y finalmente asesinado.